# Basilica papale

Stemma di una basilica papale

La basilica papale è una basilica che riveste il massimo rango nell'ambito della Chiesa cattolica: gode di privilegi speciali e ha un altare papale, presso cui solo il papa o pochi altri sacerdoti possono celebrare l'Eucaristia.
Rientrano tra le basiliche papali le quattro basiliche maggiori che si trovano a Roma, in assoluto le più importanti. Le uniche due basiliche papali al di fuori di Roma si trovano entrambe ad Assisi.

## Storia
La qualifica di basilica papale è entrata largamente in uso solo dal 2006, quando la soppressione del titolo di Patriarca d'Occidente dall'Annuario pontificio, voluta da Benedetto XVI, ha indotto ad abbandonare la tradizionale qualifica di basilica patriarcale.

## Le basiliche papali di Roma

### Le quattro basiliche maggiori
Le basiliche papali di Roma sono anzitutto le quattro basiliche maggiori:
- Basilica di San Pietro in Vaticano, chiamata anche Basilica Vaticana
- Basilica di San Giovanni in Laterano, Cattedrale di Roma, chiamata anche Arcibasilica Lateranense
- Basilica di San Paolo fuori le mura, chiamata anche Basilica Ostiense
- Basilica di Santa Maria Maggiore, chiamata anche Basilica Liberiana

Basilica di San Pietro in Vaticano
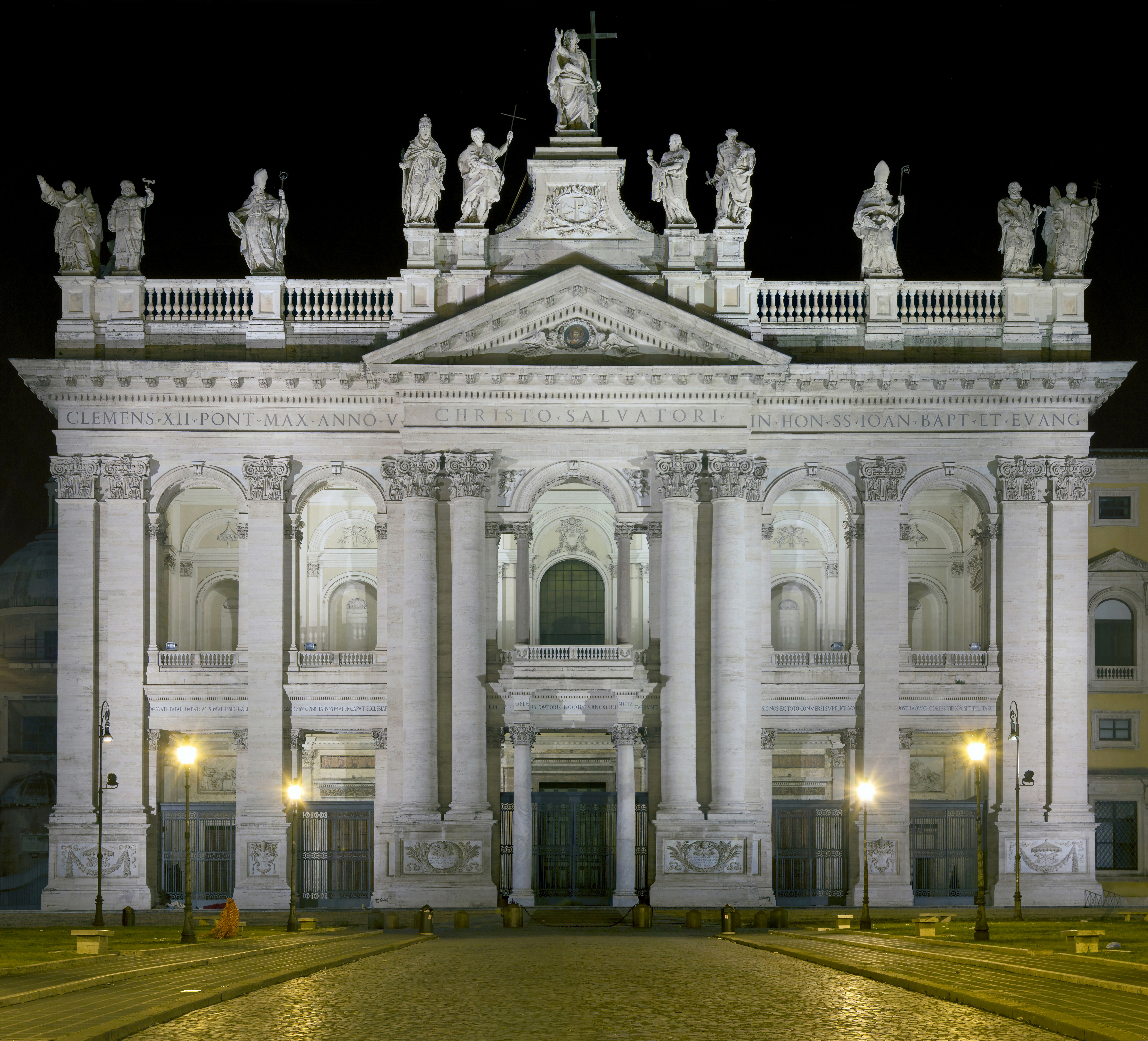
Basilica di San Giovanni in Laterano
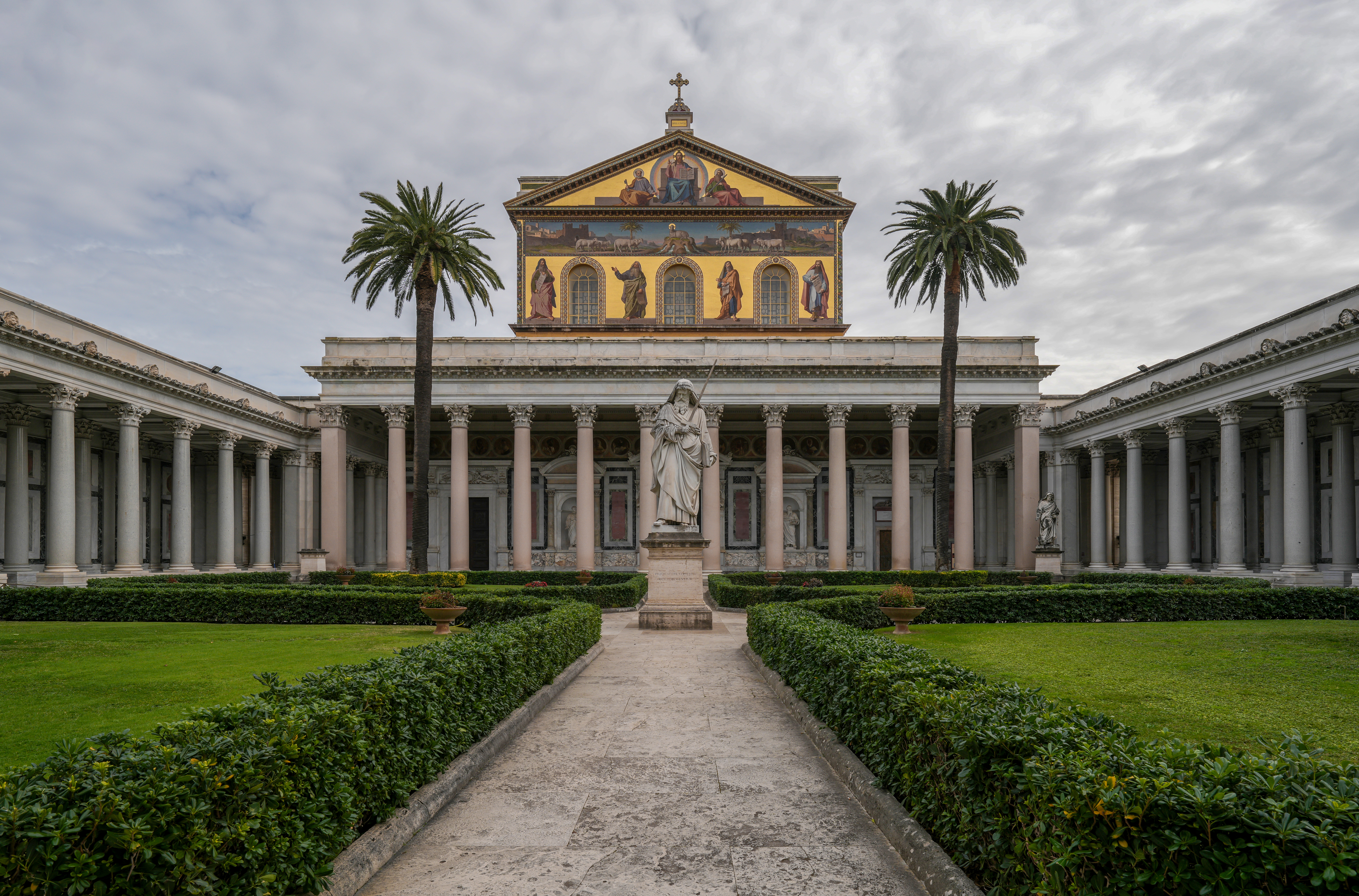
Basilica di San Paolo fuori le mura
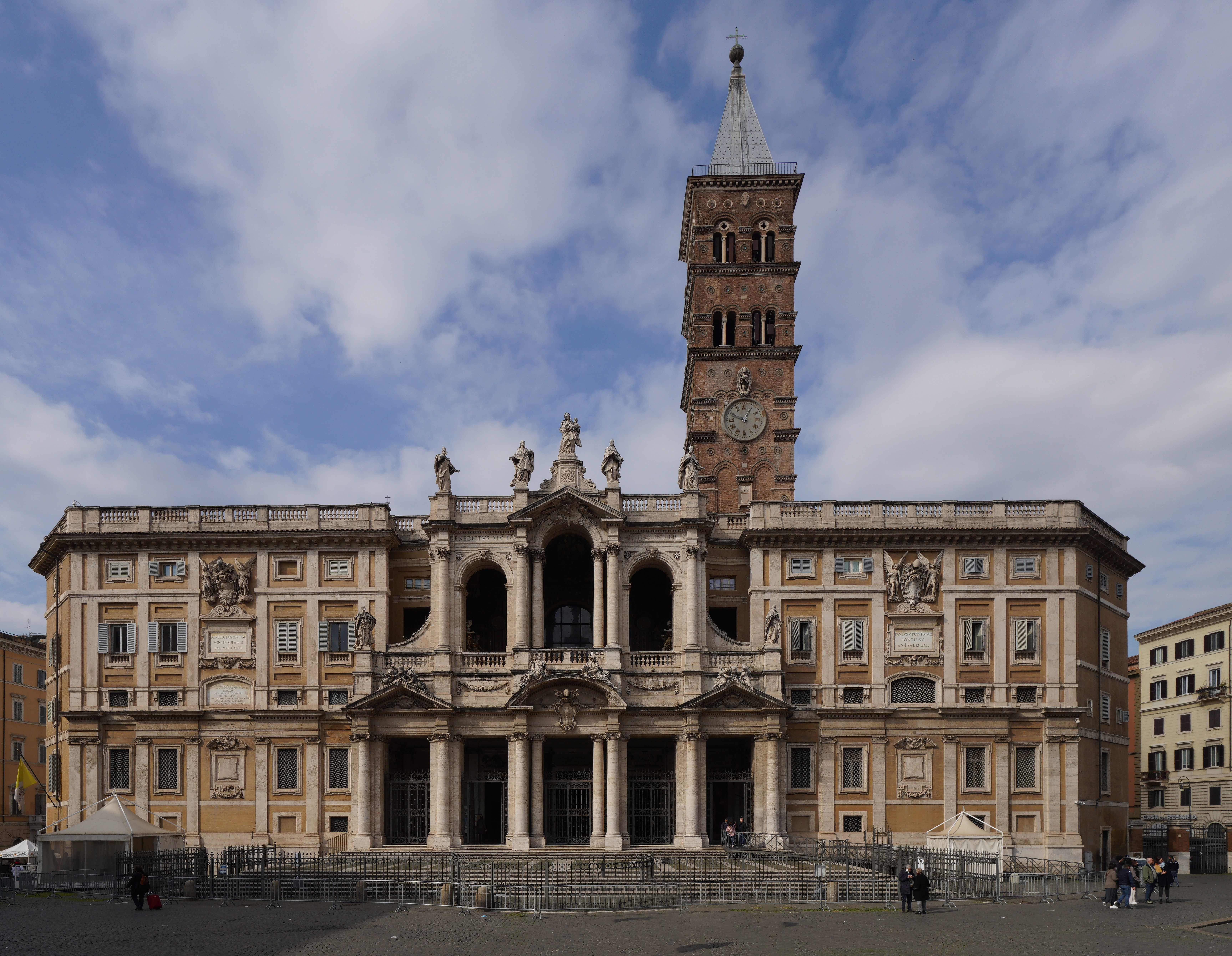
Basilica di Santa Maria Maggiore

Ogni basilica maggiore, oltre all'altare papale, ha una porta santa, che viene aperta con un rito speciale dal Papa o da un suo incaricato solo per la durata di un Anno Santo, e gioca un ruolo importante nella concessione della cosiddetta indulgenza plenaria.  Soltanto la Basilica Lateranense ha la cattedra del papa (la Santa Sede), mentre le altre hanno un trono papale.
La basilica vaticana è posta nello Stato della Città del Vaticano, mentre le altre tre basiliche maggiori, pur trovandosi all'interno della Repubblica Italiana, godono dello status di extraterritorialità in forza del Trattato istitutivo della Città del Vaticano incluso nei Patti Lateranensi.

### La basilica di San Lorenzo fuori le mura
La basilica minore di San Lorenzo fuori le mura ha un altare papale, correlato al titolo tradizionale di basilica patriarcale: si trova dunque anch'essa indicata come basilica papale; spesso, tuttavia, anche nei documenti ufficiali della Santa Sede, si qualificano "basiliche papali di Roma" solo le quattro basiliche maggiori.

## Le basiliche papali fuori Roma
La Basilica di San Francesco e la Basilica di Santa Maria degli Angeli (della Porziuncola) ad Assisi hanno il titolo di basilica papale, pur essendo basiliche minori: dispongono cioè di un altare papale, ma non di una porta santa.

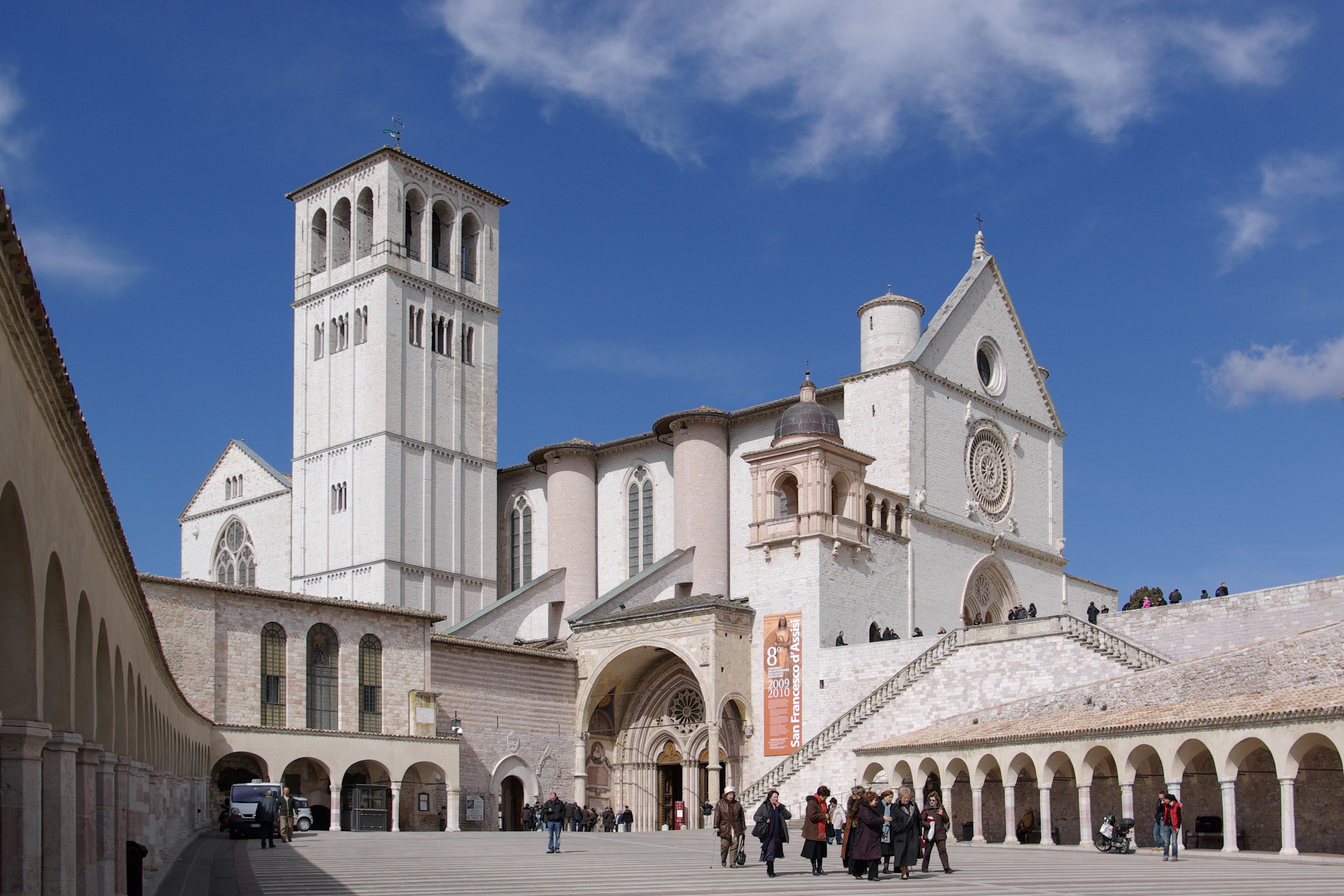
Basilica di San Francesco
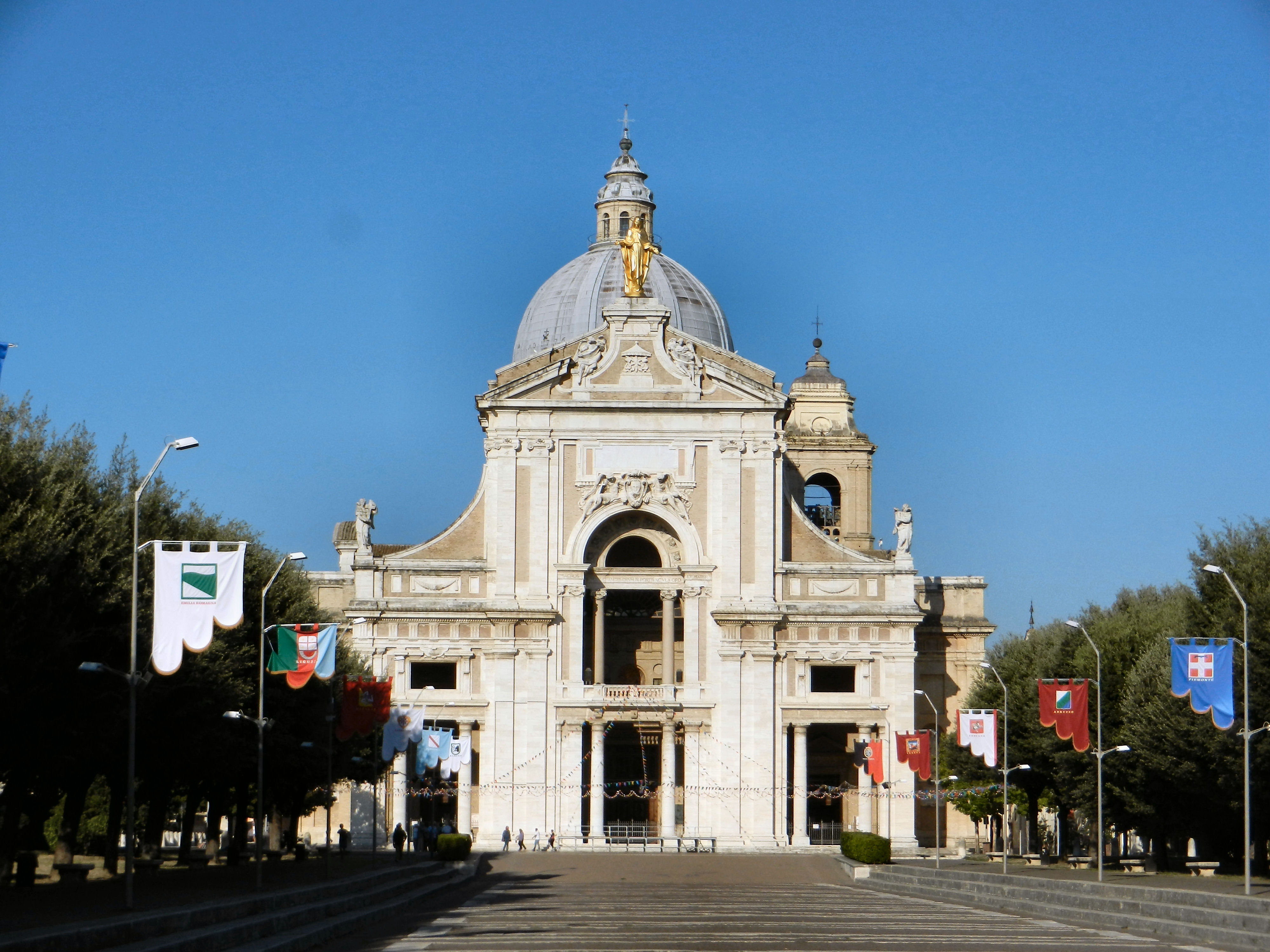
Basilica di Santa Maria degli Angeli

La prima è stata fregiata della qualifica di basilica patriarcale nel 1754, per concessione di Benedetto XIV con la costituzione Fidelis Dominus, la seconda nel 1909, con la bolla Omnipotens ac misericors di Pio X.